# 구스쿠

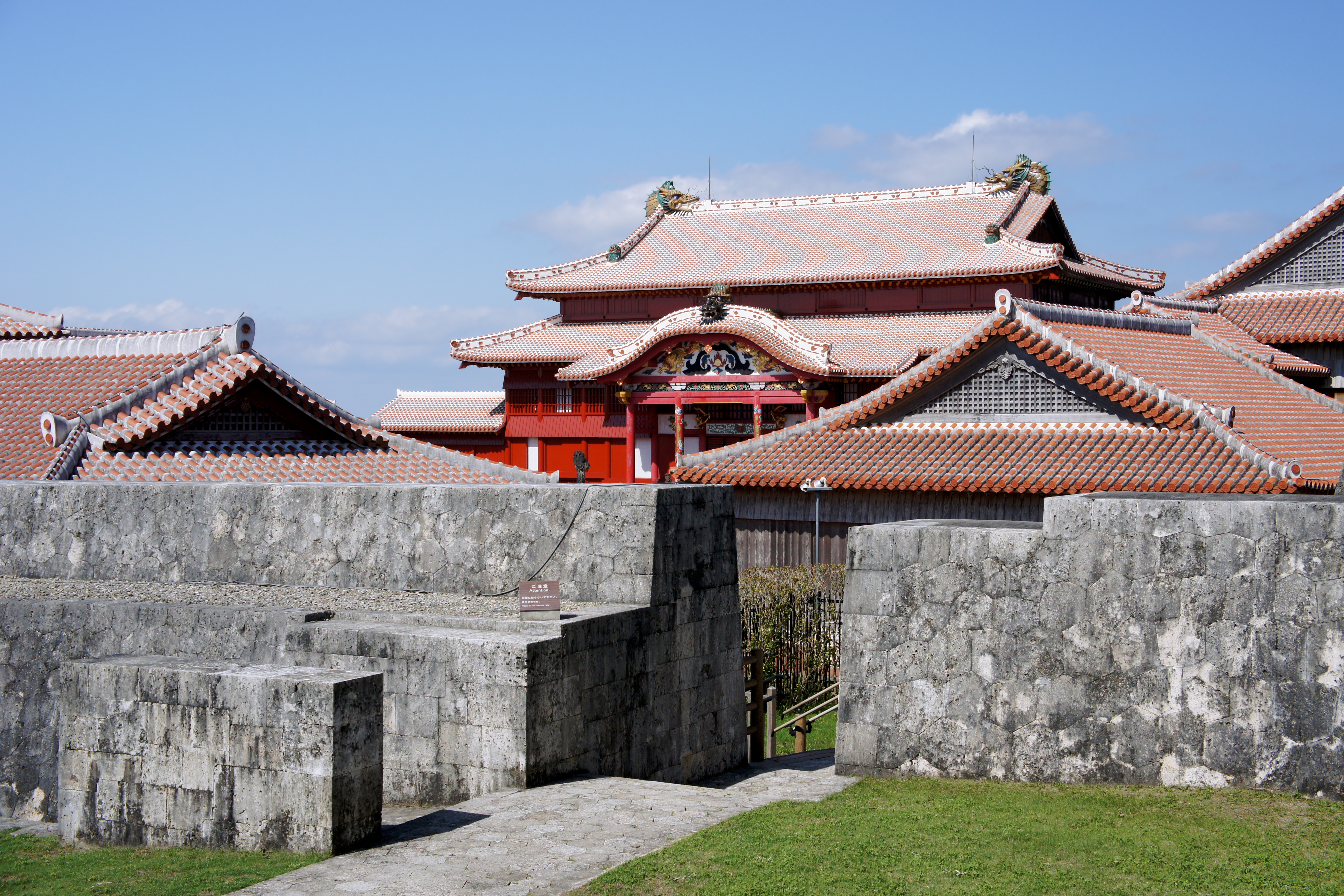
제2차 세계 대전 이후에 촬영된 슈리성

구스쿠(일본어: ぐすく, 御城) 또는 단순히 스쿠(일본어: すく, 城)는 오키나와어에서 "성" 또는 "요새"를 가리키는 말이다. 표준 일본어로는 같은 한자를 쓰되, 읽거나 히라가나로 쓸 때는 "시로"(일본어: しろ)이며, 요새의 의미로는 "소코"(일본어: 塞)를 쓴다. 대부분의 구스쿠들은 유네스코에 류큐 왕국의 구스쿠 유적과 관련 유적 중의 하나로 등록되어 있다.

## 같이 보기
- 일본의 성
- 류큐 왕국
- 일본의 건축

## 참고 문헌
- Motoo, Hinago (1986). 《Japanese Castles》. Tokyo: Kodansha. 200 pages쪽. ISBN 0-87011-766-1.